# Ramóna Galambos
Ramóna Galambos (30 lipca 1996) – węgierska zapaśniczka walcząca w stylu wolnym. Piąta na mistrzostwach świata w 2016 i 2024 roku. 
Brązowa medalistka mistrzostw Europy w 2016 i piąta w 2019. Piętnasta na igrzyskach europejskich w 2019. Siódma w Pucharze świata w 2014. Brązowa medalistka wojskowych MŚ w 2024. Pierwsza na akademickich mistrzostwach świata w 2018 i trzecia w 2016. 
Wicemistrzyni świata i Europy juniorów w 2015. Pierwsza na ME U-23 w 2019; trzecia w 2015, 2017 i 2018 roku.
Mistrzyni Węgier w 2014 i 2015 roku.